# Деві Крокетт (боєприпас)

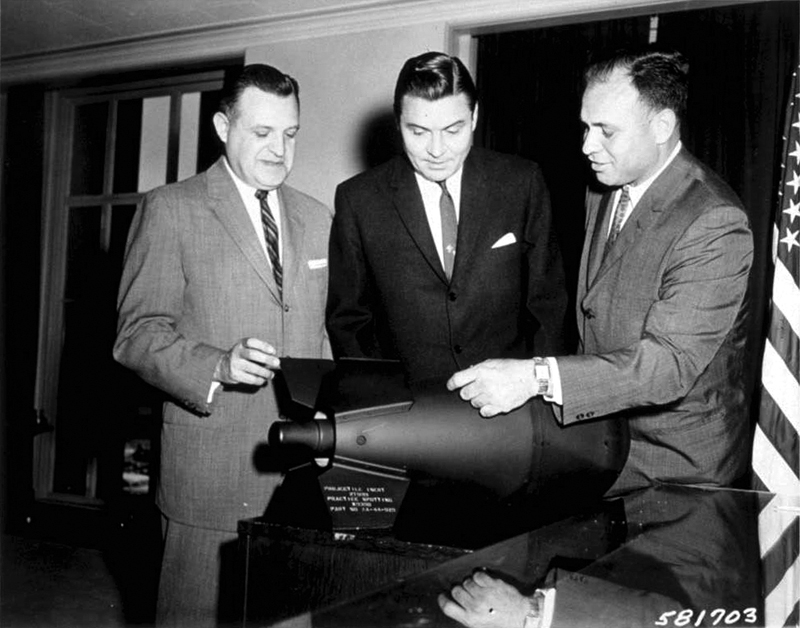
Демонстрація ядерного боєприпасу М388 «Дейві Крокетт» представникам уряду США. У донної частини снаряда, між стабілізаторів, виступає за донний зріз обтічник радіовисотоміра

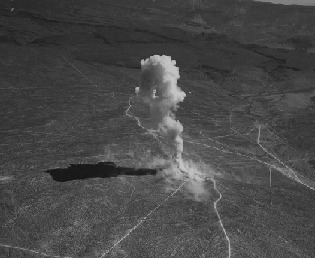
Грибоподібна хмара при випробуванні «Дейві Крокетт» за програмою Operation Dominic II (Little Feller I) потужністю тротилового еквівалента близько 18 тонн 17.07.1962

Деві Крокетт (англ. Davy Crockett, M388) — ядерний надкаліберний боєприпас, що доставляється до цілі з допомогою безвідкатної гармати, розроблений в США в часи холодної війни. Названий на честь американського конгресмена і національного героя Деві Крокетта (1786—1836). Один з найменших за потужністю серійних ядерних боєприпасів.

## Історія
Наприкінці 1957 року Комісія з атомної енергії США, урядова агенція, відповідальна за розробку ядерної зброї оголосила, що вона успішно створила легку ядерну боєголовку потужністю до кілотонни, яку можна було б використовувати як фронтову зброю. згодом агенція передала відповідальність за включення боєголовки в систему озброєння начальнику боєприпасів армії генерал-майору Джону Х.Хінріксу. Робота над проєктом почалася в Picatinny Arsenal в Нью-Джерсі в січні 1958 року.
Американці досліджували аж двадцять потенційних систем доставки ядерних боєприпасів, включаючи керовані ракети, стандартну артилерію та міномети, армія зупинилася на безвідкатній системі, яка на їх думку пропонувала найпростіший та найлегший варіант. Також робота над тим, що зараз називається "BGADS" (Battle Group Atomic Delivery System) велась в Арсеналі Рок-Айленд, штат Іллінойс; Франкфорд Арсенал, Пенсильванія та інших. Начальник штабу армії генерал Максвелл Д.Тейлор вважав розробку BGADS високим пріоритетом та ключовим компонентом нових "пентомних" дивізій (реорганізація армійської структури, яка, як вважали, покращить здатність армії вести бойові дії на полі ядерного бою).
Один з найменших (за масою) ядерних боєприпасів, коли-небудь створених, «Дейві Крокетт» був розроблений наприкінці 1950-х років в Los Alamos Scientific Laboratory. В серпні 1958 року армія почала офіційно називати BGADS "Дейві Крокеттом" на честь американського національного героя. Після років розробки та випробувань в різних арсеналах, у фортах Грілі та Вейнрайт на Алясці та на випробувальній станції Юма в Аризоні, M28/M29 "Дейві Крокетт" надійшли на озброєння у травні 1961 року для використання в разі радянського наступу на території Західної Німеччини або на Корейському півострові. Сполучені Штати почали розгортання M28/M29 зі снарядами на території Європи в 1961 році, цими снарядами оснащували бронетанкові та піхотні батальйони 7-ї армії, зокрема ті, які захищали Фулдський прохід в Західній Німеччині, цей шлях був очікуваним маршрутом нападу країн Варшавського договору та СРСР.  Розрахунки "Дейві Крокетта" також були розміщені на Гуамі, Гаваях, Окінаві та в Південній Кореї. Згодом легшу гармату M28 було знято з виробництва та замінено на M29 у всіх підрозділах, оснащених "Дейві Крокеттом". За всю історію находження цієї системи на озброєнні було всього два випадки застосування бойових атомних снарядів M388. Перший стався 7 липня 1962 року на випробувальному полігоні в Неваді, тоді атомний снаряд M388 був підірваний на відстані декількох футів над землею, відбулося це в рамках випробувань "Little Feller II". Десять днів потому (17 липня), в рамках "LIttle Feller I" снаряд M388 було запущено зі стаціонарної 155-мм гармати M29, боєголовка була налаштована на вибух на висоті приблизно шести метрів, дальність польоту склала майже 3 кілометри. "Little Feller" стали останніми надземними випробуваннями ядерної зброї США, згідно з договором про обмеження ядерних випробувань. До 1967 року США почали виводити "Дейві Крокетт" з території Європи, а до 1971 року був знятий з озброєння.

## Конструкція
У M388 використовується варіант боєзаряду W54 Y1 субкілотонної потужності (від 10 до 20 тонн в тротиловому еквіваленті; не регульована).
Конструктивно атомний снаряд складається з головного обтічника, корпусу, чотирьох стабілізаторів та бойової частини.
На зовнішній поверхні корпуса снаряда розташовувався двопозиційний перемикач з двома мітками HI/LO (High)/(Low) установки висоти підриву виробу. Маса бойової частини Mk-54 23 кг, маса снаряда — 34,5 кг; довжина боєприпасу — 787 мм, максимальний діаметр — 280 мм. Кругове ймовірне відхилення снаряду становить 240—320 метрів.
Стрільба боєприпасом M388 могла вестися 120-мм гарматою M28 (дальність до 2 км) або 155-мм гарматою M29 (до 4 км). Обидва варіанти гармат обслуговувалися розрахунком з 3 чоловік і передбачали встановлення на триніжку або джипі (M38 або M151), М29 могла бути встановлена на гусеничному транспортері М113, але стрільба здійснювалася з триноги, яка мала бути встановлена на землі. Гармата М28 забезпечувалася 20-мм пристрілочним автоматом. Гармати є безвідткатними, виконаними за схемою з розширеною каморою. Характерна для безвідкатних гармат небезпечна зона при стрільбі боєприпасом «Деві Крокетт» становить 70×50 м спереду і 70×60 м позаду.
За розрахунками, для забезпечення надійної безпеки розрахунку гармати від вражаючих факторів ядерного вибуху (для даної боєголовки головний фактор — іонізуюча радіація), мінімальна відстань від точки вибуху до гармати повинна була становити близько 700—800 м (поглинена доза 1000 бер на відстані 300 м, 210 бер — на 500 м).

## Музейні експонати
Наступні музеї мають Дейві Крокет у своїй колекції:
- Air Force Space & Missile Museum, Cape Canaveral Air Force Station, Florida
- National Atomic Museum, Albuquerque, New Mexico
- National Infantry Museum, Fort Benning, Georgia
- United States Army Ordnance Museum, Ft. Lee, Virginia
- Watervliet Arsenal Museum, Watervliet, New York
- West Point Museum, West Point, New York
- Atomic Testing Museum, Las Vegas, Nevada
- Don F. Pratt Museum, Fort Campbell, Clarksville, Tennessee